# Alfredo Joskowicz
Alfredo Joskowicz Bobrowicki (Ciutat de Mèxic, 16 d'agost de 1937 - Ibidem, 5 de juliol de 2012) va ser cineasta, actor, guionista i productor mexicà d'origen polonès.

## Biografia
Va fer estudis d'Enginyeria en Comunicacions Elèctriques i Electròniques a l'Escola Superior d'Enginyeria (ESIME), de l'Instituto Politécnico Nacional, va realitzar un postgrau en Comunicació Electrònica a França.
En 1966 va ingressar al Centro Universitario de Estudios Cinematográficos (CUEC), aen graduar-se va obtenir una beca de la Universitat Nacional Autònoma de Mèxic (UNAM) per estudiar a l'Escola de Cinema de Brussel·les, on a més d'estudiant va ser professor convidat.
Durant el Festival Internacional de Cinema a Guadalajara de 2012 el Consejo Nacional para la Cultura y las Artes, la Filmoteca de la UNAM, els Estudios Churubusco, la Cineteca Nacional, el CUEC, los Estudios América i el Centro de Capacitación Cinematográfica li van atorgar un reconeixement per la seva trajectòria. La UNAM li va atorgar el Premi Universitat Nacional en Docència en Arts.
Va ser director dels Estudios América (1983-1985) i de l’Instituto Mexicano de Cinematografía (IMCINE). També va ser membre de la Comisión de Premiación de la Academia Mexicana de Artes y Ciencias Cinematográficas.

## Filmografia

### Com a actor
- 1970: Crates

### Com a director
- 1968: La manda
- 1969: La pasión
- 1970: Crates
- 1971: El cambio
- 1975: Quinto sol
- 1975: Ocho horas
- 1976: Erosión
- 1976: Meridiano 100
- 1979: Horizonte abierto
- 1980: Constelaciones
- 1981: Historia de la Educación
- 1982: El caballito volador
- 1985: Un retrato del Indio
- 1989: Centeotl, Dios del Maíz
- 1992: Playa Azul
- 1993: Recordar es vivir
- 1993: Es la UNAM: Primera versión
- 1996: Es la UNAM. Segunda versión

### Com a escriptor
- 1970: Crates
- 1971: El Cambio
- 1975: Quinto suelo
- 1975: Ocho horas
- 1976: Meridiano 100
- 1979: Horizonte abierto
- 1980: Constelaciones
- 1981: Historia de la Educación
- 1982: El caballito volador
- 1993: Es la UNAM: Primera versión
- 1996: Es la UNAM. Segunda versión

### Com a productor
- 1970: Semana Santa entre los coras
- 1976: Erosión
- 1993: Es la UNAM: Primera versión

## Distinció
- 1994: Ariel de Plata al Millor Documental Curtmetrarge per Recordar es vivir